# Nagekeo
Nagekeo ist ein indonesischer Regierungsbezirk (Kabupaten) auf der Insel Flores. Er gehört neben 20 anderen Regierungsbezirken zur Provinz Nusa Tenggara Timur.

## Geographie
Nagekeo erstreckt sich zwischen 8°26′15″und 8°64′40″ s. Br. sowie zwischen 121°6′20″ und 121°32′0″ ö. L. und hat im Westen den Regierungsbezirk Ngada und im Osten den Regierungsbezirk Ende als Nachbarn. Natürliche Grenzen bilden im Norden die Floressee und im Süden die Sawusee. Zum Bezirk gehören noch drei kleinere Inseln in der Floressee (Lage von West nach Ost): Pasirita (Kec. Aesesa), Kinde (Kec. Wolowae) und Welu oder Watundoa (Kec. Aesesa).
Der Kabupaten entstand 2007 durch Ausgliederung aus dem Bezirk Ngada.

## Verwaltungsgliederung
Der Regierungsbezirk gliedert sich in sieben Distrikte (Kecamatan) mit 113 Dörfern (Desa), von denen 16 als Kelurahan städtischen Charakter besitzen. Eine weitere Untergliederung erfolgt in 64 Linkungan (Weiler von Kelurahan), 364 Dusun (Weiler von Desa) und 1281 RT (Rukun Tetangga, Nachbarschaften).
| Code 1   | Kecamatan Distrikt | Ibu Kota Verwaltungssitz | Fläche (km²) | Einwohner Census 2010 2 | Volkszählung 2020 | Volkszählung 2020 | Volkszählung 2020 | Anzahl der Dörfer | Anzahl der Dörfer |
| Code 1   | Kecamatan Distrikt | Ibu Kota Verwaltungssitz | Fläche (km²) | Einwohner Census 2010 2 | Einwohner 3       | 0Dichte 40        | Sex Ratio 5       | Desa 6            | Kel. 7            |
| -------- | ------------------ | ------------------------ | ------------ | ----------------------- | ----------------- | ----------------- | ----------------- | ----------------- | ----------------- |
| 53.16.01 | Aesesa             | Danga                    | 432,29       | 33.901                  | 43.684            | 101,1             | 101,1             | 12                | 6                 |
| 53.16.02 | Nangaroro          | Nangaroro                | 238,02       | 17.172                  | 21.634            | 90,9              | 93,7              | 18                | 1                 |
| 53.16.03 | Boawae             | Boawae                   | 325,42       | 33.917                  | 40.820            | 125,4             | 98,2              | 19                | 8                 |
| 53.16.04 | Mauponggo          | Mauponggo                | 102,52       | 20.561                  | 24.640            | 240,3             | 96,9              | 20                | 1                 |
| 53.16.05 | Wolowae            | Marilewa                 | 182,09       | 4.889                   | 5.983             | 32,9              | 101,5             | 5                 | –                 |
| 53.16.06 | Keo Tengah         | Maundai                  | 65,62        | 13.428                  | 15.592            | 237,6             | 92,3              | 16                | –                 |
| 53.16.07 | Aesesa Selatan000  | Jawakisa                 | 71,00        | 6.252                   | 7.379             | 103,9             | 100,5             | 7                 | –                 |
| 53.16    | Kab. Nagekeo       | Kab. Nagekeo             | 1.416,96     | 130.120                 | 159.732           | 112,7             | 97,7              | 97                | 16                |

## Demographie
Zur Volkszählung im September 2020 (indonesisch Sensus Penduduk - SP2020) lebten im Regierungsbezirk Nagekeo 159.732 Menschen, davon 80.777 Frauen (50,57 %) und 78.955 Männer (49,43). Gegenüber dem letzten Census (2010) sank der Frauenanteil um 0,82 %. Mitte 2022 waren genau 90 Prozent der Einwohner Katholiken und 0,64 % Protestanten, zum Islam bekannten sich 9,32 %. 69,19 Prozent oder 114.882 Personen gehörten zur erwerbsfähigen Bevölkerung (15–64 Jahre); 23,50 % waren Kinder und 7,31 % im Rentenalter. Von der Gesamtbevölkerung waren 59,54 % ledig, 36,52 % verheiratet, 0,15 % geschieden und 3,80 % verwitwet. Der HDI-Index lag 2020 mit 65,81 etwas über dem Provinzdurchschnitt von 65,19.